# Ángel Berni
Ángel Antonio Berni Gómez (Asunción, 1931. január 9. – Asunción, 2017. november 24.) paraguayi labdarúgócsatár.
Részt vett az 1950-es brazíliai világbajnokságon a paraguayi válogatott tagjaként.